# Val d'Entremont
Val d'Entremont är en dal i Schweiz.   Den ligger i kantonen Valais, i den sydvästra delen av landet, 110 km söder om huvudstaden Bern.
Trakten runt Val d'Entremont består i huvudsak av gräsmarker. Runt Val d'Entremont är det mycket glesbefolkat, med 4 invånare per kvadratkilometer.